# 徳光パーキングエリア
徳光パーキングエリア（とくみつパーキングエリア）は、石川県白山市徳光町にある北陸自動車道のパーキングエリアである。
パーキングエリア一帯はハイウェイオアシス（徳光ハイウェイオアシス）となっており、ETC専用のスマートインターチェンジである徳光スマートインターチェンジ（とくみつスマートインターチェンジ）が併設されている。

## 歴史
徳光スマートインターチェンジについては後述。
- 1972年（昭和47年）10月18日 - 北陸自動車道の金沢西IC - 小松IC間の開通に伴い[9][10]、供用開始[2]。
- 1990年（平成2年）3月30日 - 全国で初めてのハイウェイオアシスとなる「徳光ハイウェイオアシス」が開業（当初は下り線のみ）[7][8][11][12]。
- 1996年（平成8年）3月28日 - 徳光ハイウェイオアシスの上り線が開業[11]。
- 1997年（平成9年）10月25日 - 上り線に「まっとう車遊館」が開業（のちの「はくさん街道市場」、2019年に閉館）[13][14]。

## 道路
- E8 北陸自動車道
- 接続する道路：石川県道25号金沢美川小松線（市道経由）

## 施設

### 上り線（米原・小浜方面）
- 駐車場
  - 大型 32台[2]
  - 小型 52台[2]
- トイレ
  - 男性 大6・小15
  - 女性 22
  - 車椅子用 1(オストメイト対応)
- フードコート[15]
  - 地場物食処（7:00 - 20:00）
- おみやげ[15]

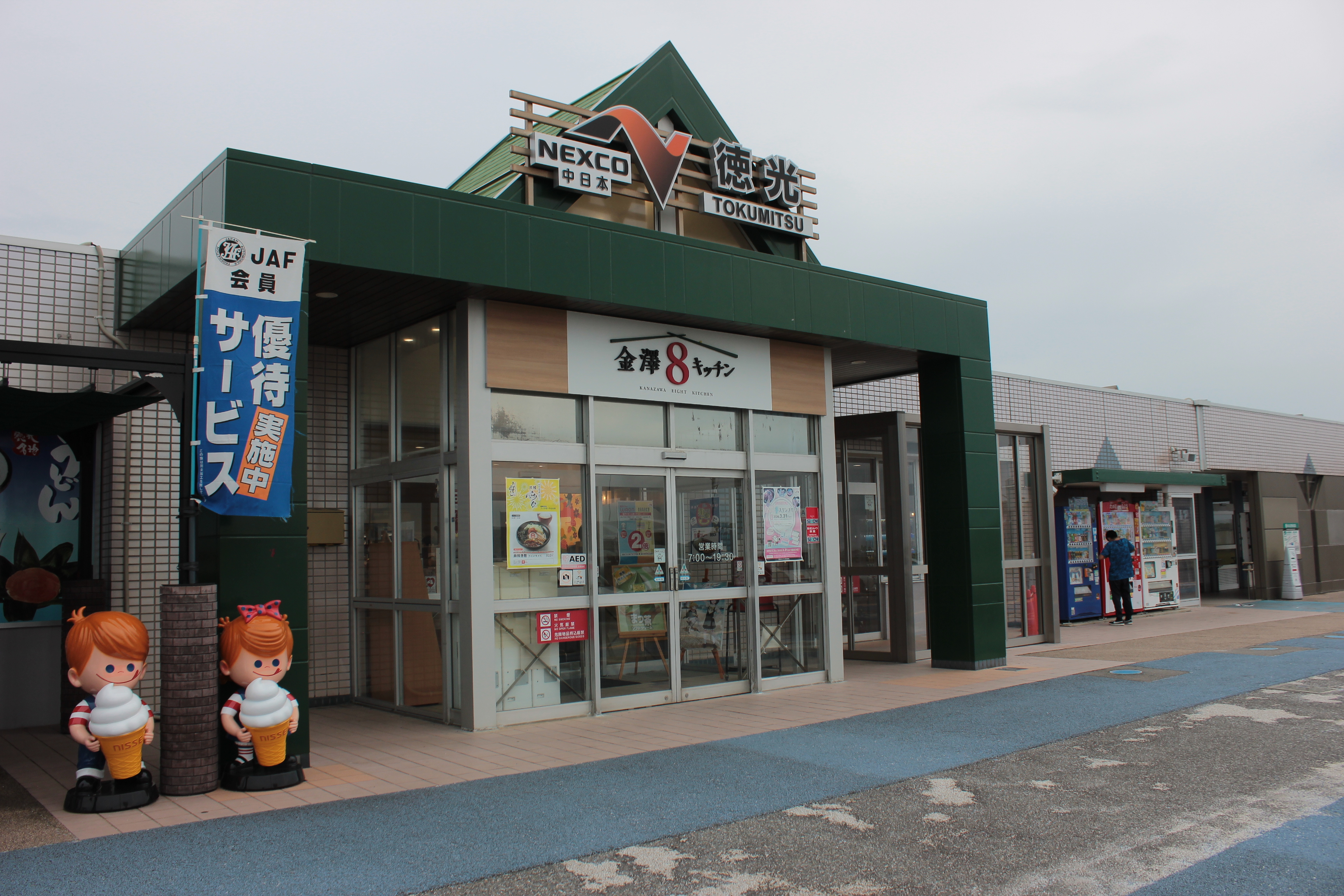
上り線・米原方面

  - 地場物土産処（7:00 - 20:00）
- 自動販売機
- ぷらっとパーク（24時間）

### 下り線（新潟・高山方面）
- 駐車場
  - 大型 25台[2]
  - 小型 34台[2]
- トイレ
  - 男性 大4・小12
  - 女性 15
  - 車椅子用 1(オストメイト対応)
- 1階
  - 金澤8キッチン里海店（フードコート・ショッピング、7:00 - 20:30） - 上り線の「里山店」同様ハチバンが運営[16][17]。2017年（平成29年）7月14日にリニューアルオープンして店舗名を変更した[18][19][20]。
  - コインシャワー（9:00 - 18:00、夏季のみ）
- 2階
  - 休憩スペース
- コンビニエンスストア（デイリーヤマザキ徳光PA（下り）店、24時間）
  - キャッシュコーナー（イーネット：北國銀行管理）
- 自動販売機
- ぷらっとパーク（24時間）

## バスストップ
PA内に設置されている高速バス停留所。バス停名は松任海浜公園。

### 停車路線
- 北陸道ハイウェイバス　名古屋行き[21][22]
- 北陸道青春昼特急大阪号・青春北陸ドリーム大阪号・百万石ドリーム大阪号　京都・大阪行き[23]
- 小松空港リムジンバス　小松空港行き[24]

西東京バスの渋谷・八王子～金沢・加賀温泉線も停車していたが、2024年3月末に路線自体が運行終了となった。

## スマートインターチェンジ

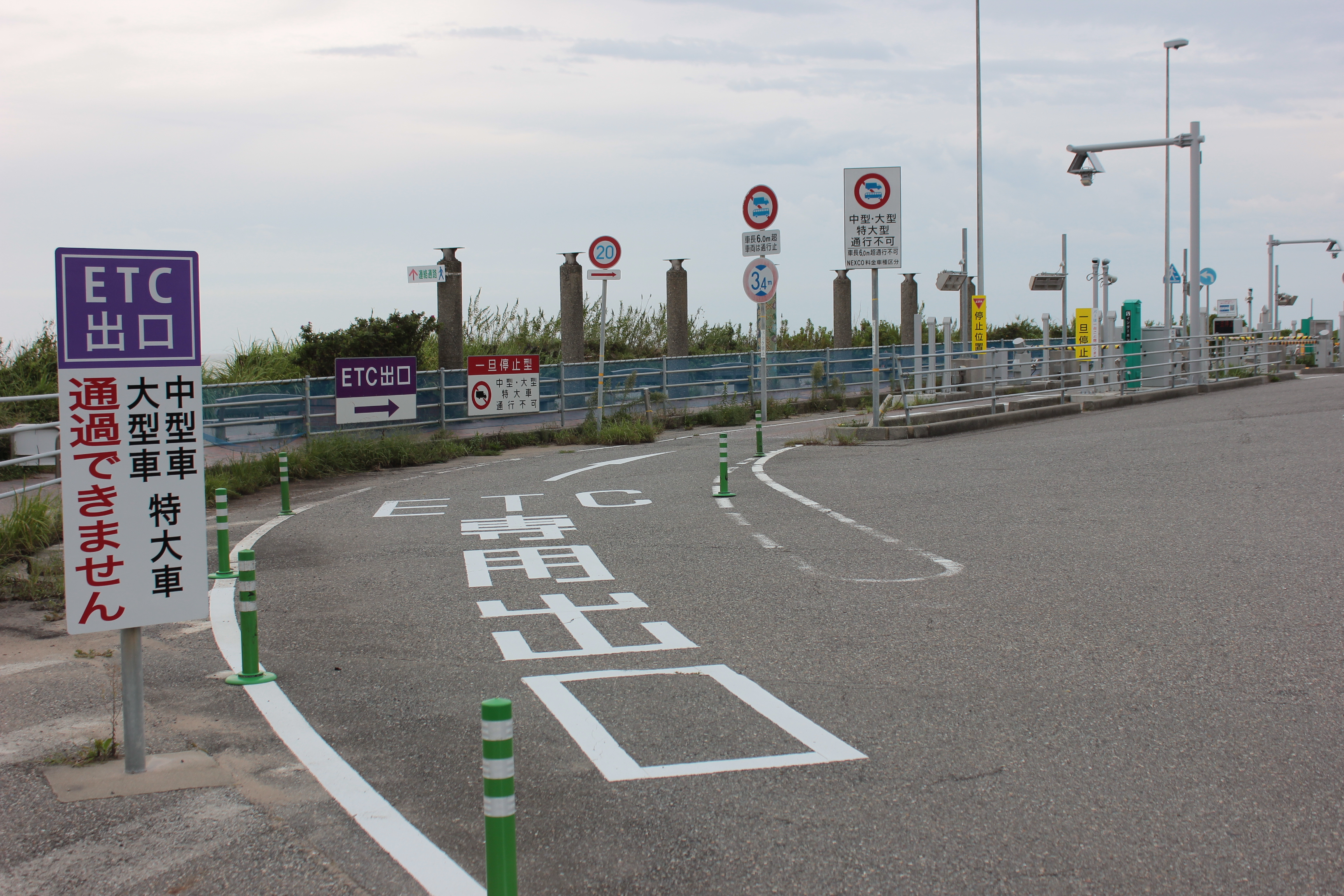
下り線出口

2005年（平成17年）4月11日から2006年（平成18年）9月30日までの期間（開始当初は2005年7月10日までの予定）で社会実験を経た後、2006年（平成18年）10月1日から運用時間を限定して本格導入した。
2011年（平成23年）3月18日からは、これまで6時から22時までの運用を24時間に変更して運用している。

### 運用形態など
- 運用形態：ETC専用（一旦停止型）、福井および富山方面のフルIC
- 運用時間：24時間
- 対象車種：ETC車載器を搭載した下記の車種
  - 上り（米原方面）：軽自動車・普通車・中型車・大型車・特大車（車長12m以内）
  - 下り（新潟中央方面）：軽自動車・普通車（車長6m以内）
    - 下りの対象車種が上りより限定されているのは、北陸道の下を横断する通路（白山市道H9号線）に制限があるため（幅4.0m、高さ3.4m）。
- 接続道路：石川県道25号金沢美川小松線（市道経由）

## 周辺
徳光ハイウェイオアシスの付随施設は以下のとおり。なお、かつて上り線側に商業施設「まっとう車遊館」（のちの「はくさん街道市場」）があったが、運営会社の経営破綻により施設名を改めたものの、2019年（令和元年）8月31日で最終的に閉館となった。
- 白山ゲートウェイ とくみつTaanto（タント、公式サイトも参照）[33][34]
  - 施設内には金箔を施したトイレも設置されている[33][34]。
- 松任海浜温泉 おつかりさま

## 隣
E8 北陸自動車道
(15)美川IC - (15-1)徳光PA/スマートIC - (15-2)白山IC - (16)金沢西IC